# دیوید میتوگو
دیوید میتوگو (انگلیسی: David Mitogo؛ زادهٔ زادهٔ ۱۸ مهٔ ۱۹۹۰ - درگذشته مهٔ ۲۰۲۳) بازیکن فوتبال اهل گینه استوایی بود.
از باشگاه‌هایی که در آن بازی کرده‌است می‌توان به باشگاه فوتبال پومفرادینا اشاره کرد.
وی همچنین در تیم‌های ملی فوتبال گینه استوایی بازی کرده‌است.